# Gouverneur de Safi
Le gouverneur de Safi (en portugais : governador de Safim) est, dans la première moitié du XVIe siècle, un administrateur portugais qui dirige l'administration de la ville portuaire marocaine de Safi, alors sous domination portugaise.
Liste des gouverneurs de Safi
- de 1507 à 1509 : Diogo de Azambuja, exerce ses fonctions jusqu'après le 4 mai 1509[2]  ;
- en 1509 : Pedro de Azevedo, entré en fonctions avant le 2 juillet 1509[3],[4] ;
- de 1510 à 1516 : Nuno Fernandes de Ataíde (pt), entré en fonctions dès avant le 14 avril 1510[3],[5], ne reçoit en propriété le gouvernement que par lettres du 2 juillet 1513[5] ;
- de 1516 à 1522 : D. Nuno Mascarenhas (pt) ;
- de 1521 à 1525 : Gonçalo Mendes Sacoto (pt) ;
- de 1525 à 1527 : Garcia de Melo ;
- 1529 à 1533 : Francisco Lopes Girão ;
- en 1533 : D. João de Faro ;
- en 1534 :
  - Rui Freire ;
  - Luís de Loureiro (pt) ;
  - D. Garcia de Noronha ;
- en 1535 : D. Jorge de Noronha ;
- de 1535 à 1541 : D. Rodrigo de Castro (pt).